# Statens ämbetshus, Mariehamn

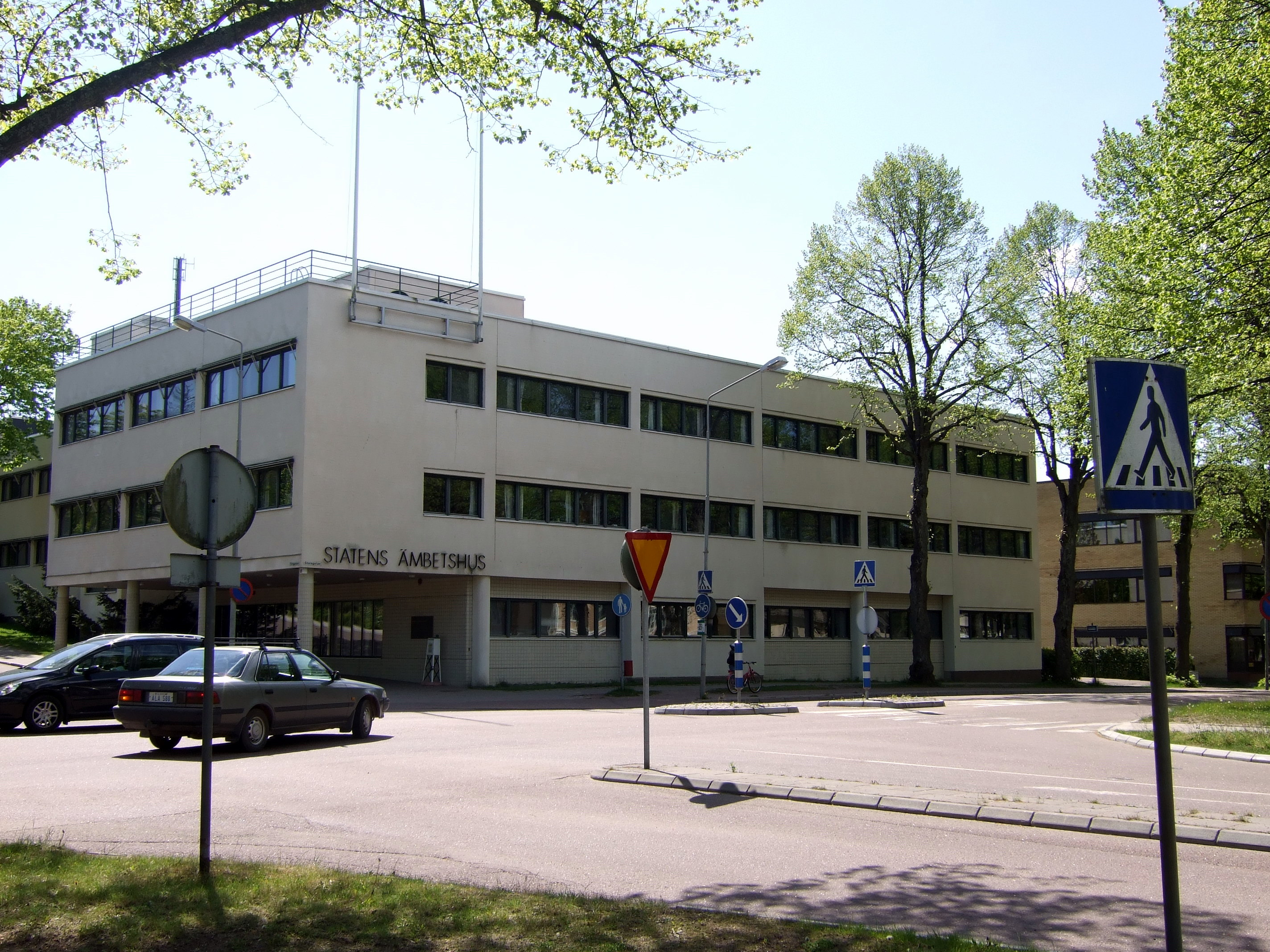
Statens ämbetshus i Mariehamn.

Statens ämbetshus är en offentlig byggnad på Torggatan 16 i Mariehamn på Åland. Huset fungerar som säte för Statens ämbetsverk på Åland och flera andra statliga myndigheter.
I byggnaden finns även:
- Ålands tingsrätt
- Ålands förvaltningsdomstol
- Kriminalvården på Åland (del av Brottspåföljdsmyndigheten)
- Ålands tulldistrikt
- Skatteförvaltningens byrå på Åland
- Lantmäteribyrån (del av Lantmäteriverket)
- Landskapsfogden (Utsökningsverket)